# ギュルザ-M型砲艇
ギュルザ-M型砲艇（ギュルザ-Mがたほうてい）は、ウクライナ海軍の砲艇の艦級。58155計画型装甲小型砲艇（ウクライナ語: Малі броньовані артилерійські катери проєкту 58155）とも呼ばれる。

## 設計

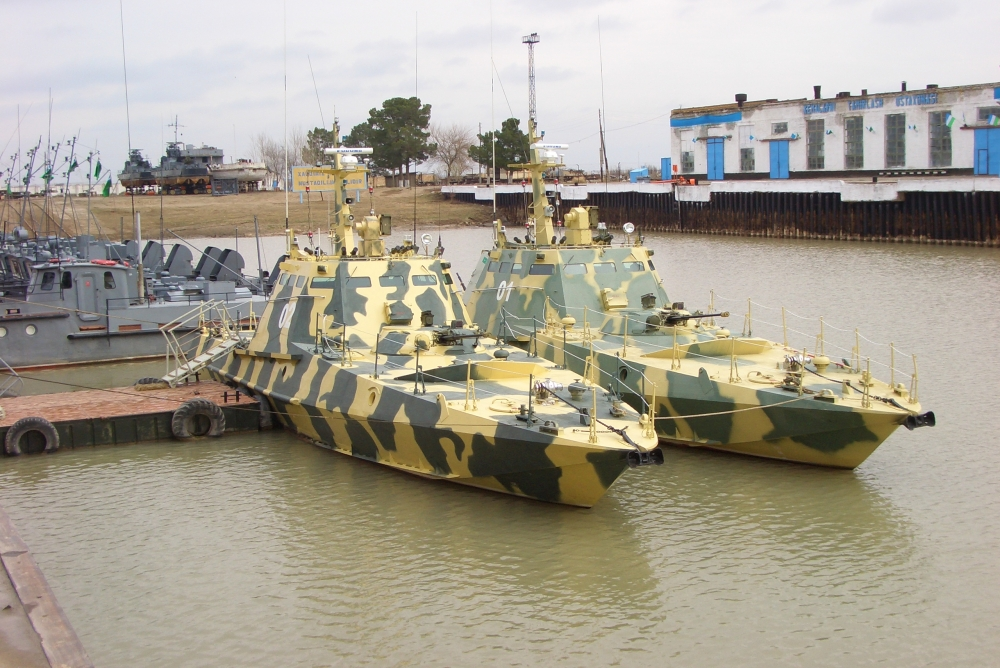
ウズベキスタン向けのギュルザ型砲艇。艇体前部にはBMP-2の砲塔が搭載されている。

本級の基礎設計は、2003年から2005年にかけてウズベキスタン国家保安庁隷下の国境警備隊に属する河川艦隊向けに2隻建造されたギュルザ型（58150型）砲艇がベースとなっている。
沿岸海域の哨戒、警備、小型艦艇との交戦、航行の安全の確保、偵察、輸送などでの運用が可能とされる。船体はステルス性が考慮された設計となっている。

### 兵装

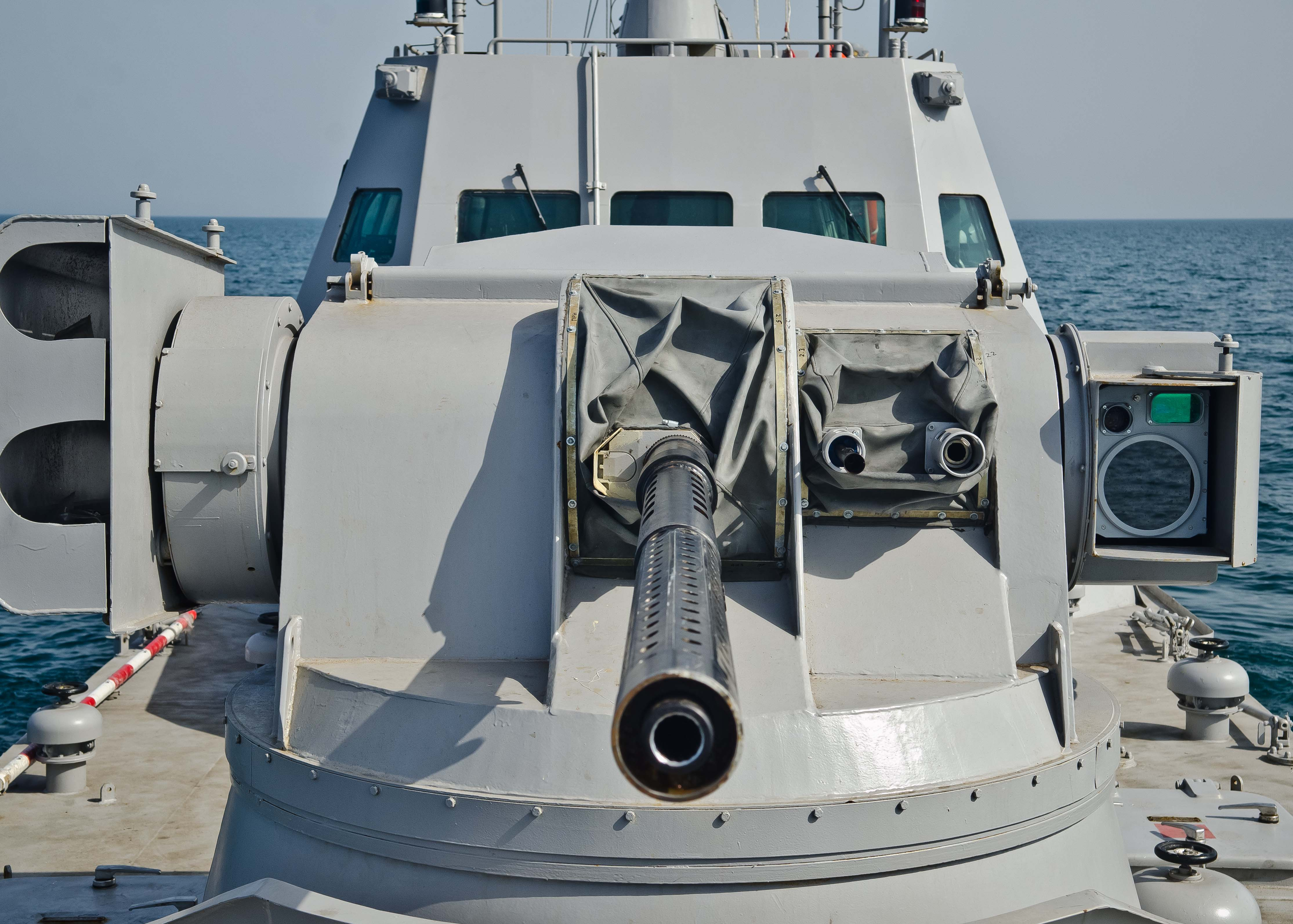
正面から見たKAU-30M RWS。

兵装としては、KAU-30MRWSを2基を艇体の前後に配備しており、これらは30mm機関砲と30mmグレネードランチャー、7.62mm機関銃、対戦車ミサイル発射機を装備している。また、携帯式の対空兵器により対空戦闘も可能である。

## 運用
2014年ロシアによるクリミアの併合により、ほとんどの艦艇を失ったウクライナ海軍は、いわゆる「蚊の艦隊」の創設をすることを決定、その計画艦の1種として含まれていたのが本級である。
2015年11月11日に1番艦「アッケルマン」が進水した。

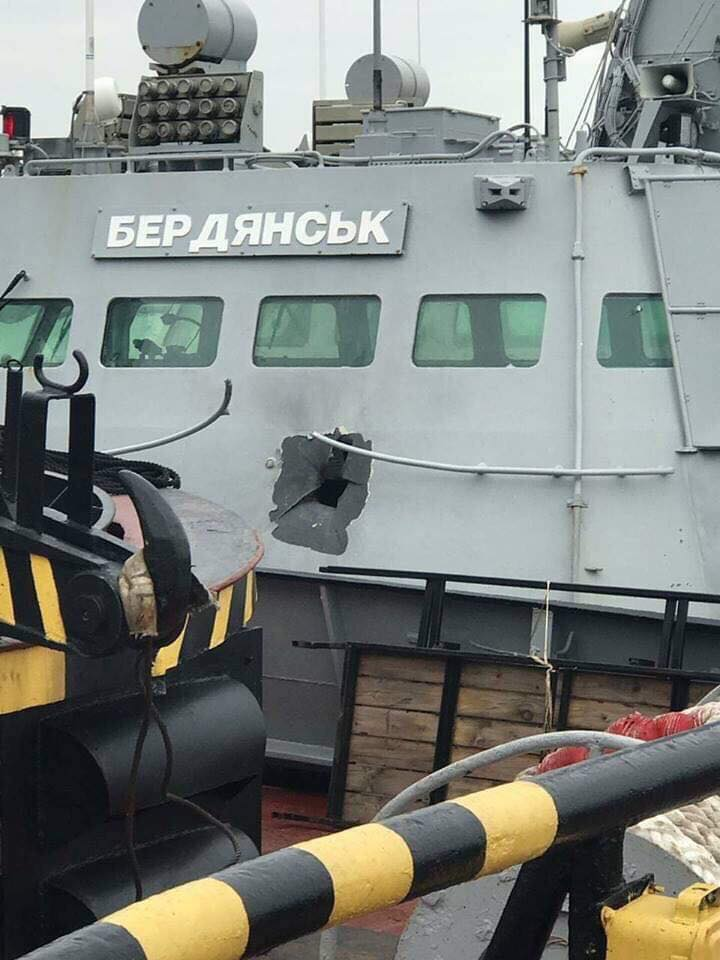
ケルチ海峡事件でロシア連邦保安庁国境警備隊に拿捕されたBK-02ベルジャーンシク。操舵室に穴が開いている。

2018年11月25日にケルチ海峡事件が発生、本級の「ベルジャーンシク」、「ニーコポリ」がロシア連邦保安庁国境警備隊に拿捕され、「ベルジャーンシク」は損傷を負った。
2022年ロシアのウクライナ侵攻において、本級の「ルブヌイ」が攻撃を受け撃沈された他、「アッケルマン」、「クレメンチュグ」、「ヴィーシュホロド」がロシア軍に鹵獲され、2022年7月、「アッケルマン」がロシア黒海艦隊に編入された。この他に少なくとも1隻が撃破された。

## 同型艦
| 艦番号    | 艦名                       | 建造         | 起工            | 進水            | 就役           | 備考                                                                             |
| --------- | -------------------------- | ------------ | --------------- | --------------- | -------------- | -------------------------------------------------------------------------------- |
| P174 U174 | アッケルマン Аккерман      | キーウ造船所 | 2012年 10月25日 | 2015年 11月11日 | 2016年 12月6日 | ロシアによるウクライナ侵攻中にロシア連邦軍が鹵獲。                               |
| P175 U175 | ベルジャーンシク Бердянськ | キーウ造船所 | 2012年 10月25日 | 2015年 11月11日 | 2016年 12月6日 |                                                                                  |
| P176 U176 | ニーコポリ Нікополь        | キーウ造船所 | 2016年 4月7日   | 2017年 6月20日  | 2018年 7月1日  |                                                                                  |
| P177 U177 | クレメンチュグ Кременчук   | キーウ造船所 | 2016年 4月7日   | 2017年 6月30日  | 2018年 7月1日  | ロシアによるウクライナ侵攻中にロシア連邦軍が鹵獲。                               |
| P178 U178 | ルブヌイ Лубни             | キーウ造船所 | 2016年 4月7日   | 2017年 6月29日  | 2018年 7月1日  | ロシアによるウクライナ侵攻中のマリウポリの戦いで沈没し、ロシア連邦軍が引き揚げ。 |
| P179 U179 | ヴィーシュホロド Вишгород  | キーウ造船所 | 2016年 4月7日   | 2017年 6月24日  | 2018年 7月1日  | ロシアによるウクライナ侵攻中にロシア連邦軍が鹵獲。                               |
| P180 U180 | コストポリ Костопіль       | キーウ造船所 | 2018年          | 2019年 4月2日   | 2020年 9月6日  |                                                                                  |
| P181 U181 | ブチャ Буча                | キーウ造船所 | 2019年 2月8日   | 2021年 9月30日  | 2023年 5月26日 |                                                                                  |

## ギャラリー

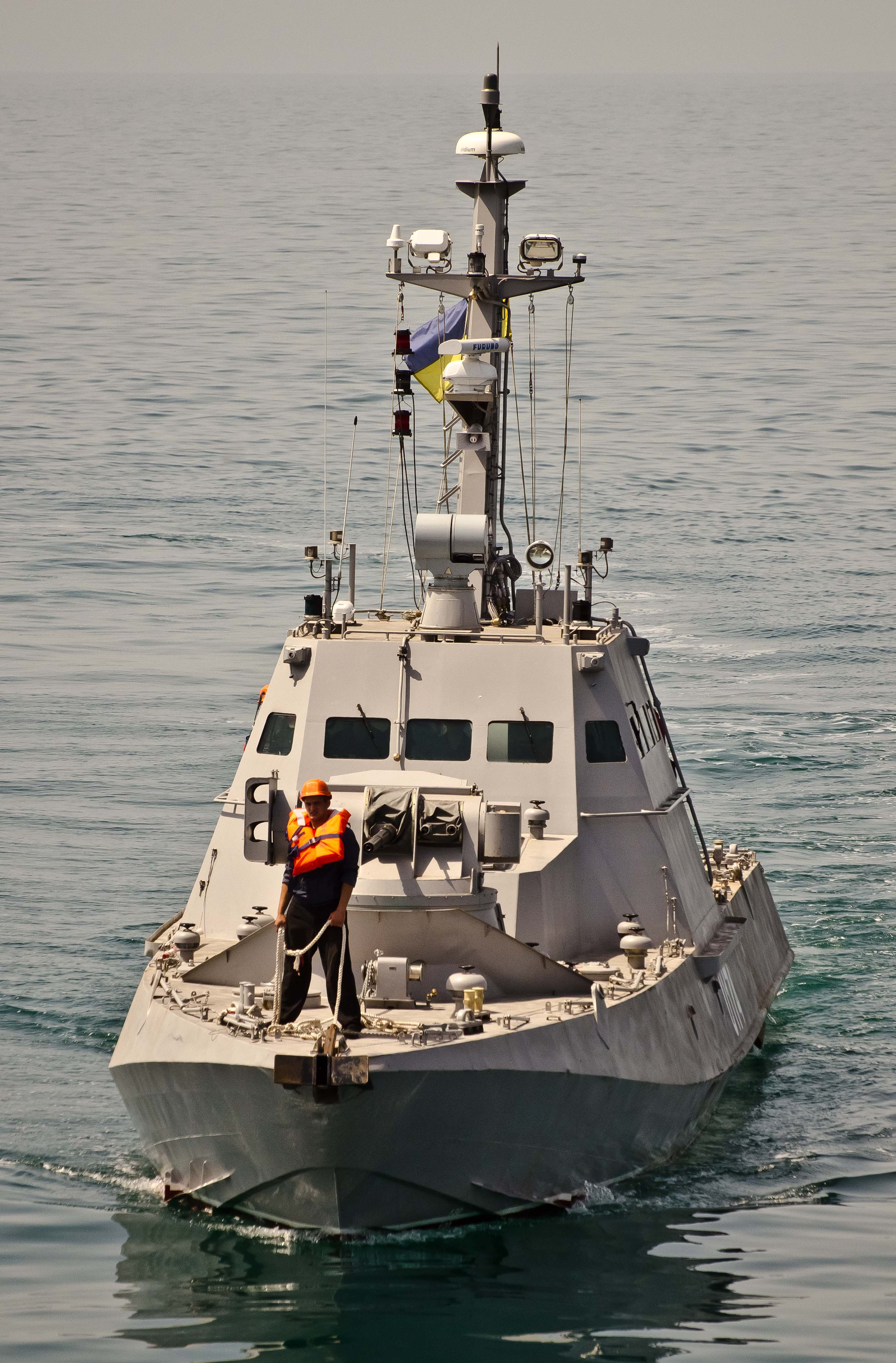
P174アッケルマン
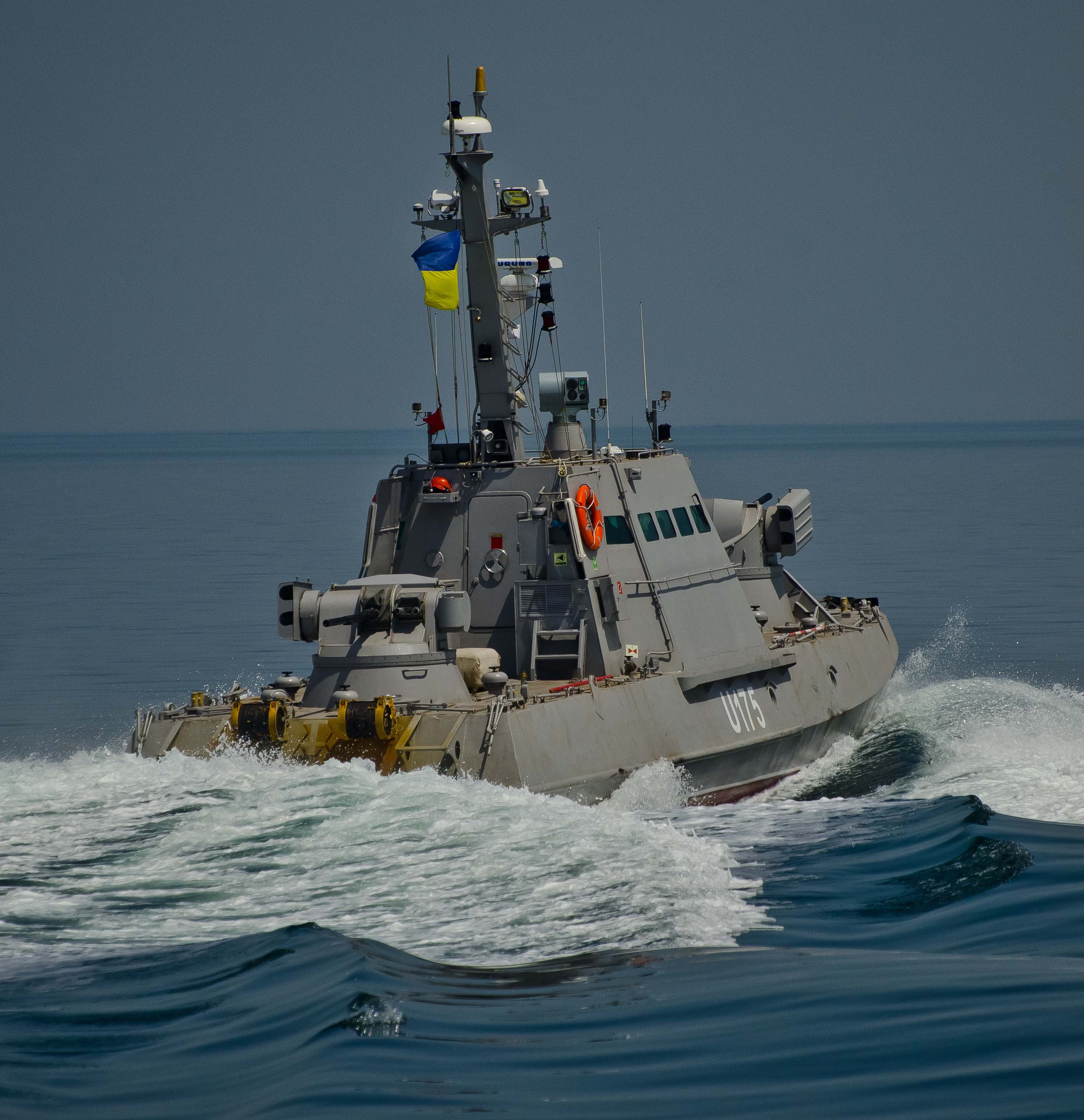
P175ベルジャーンシク
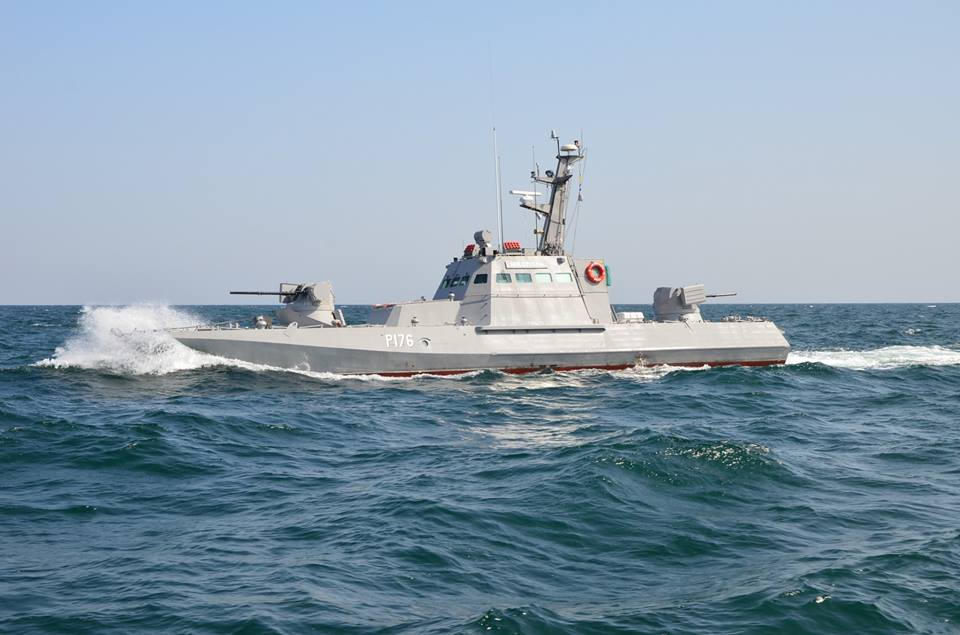
Ｐ176ニーコポリ
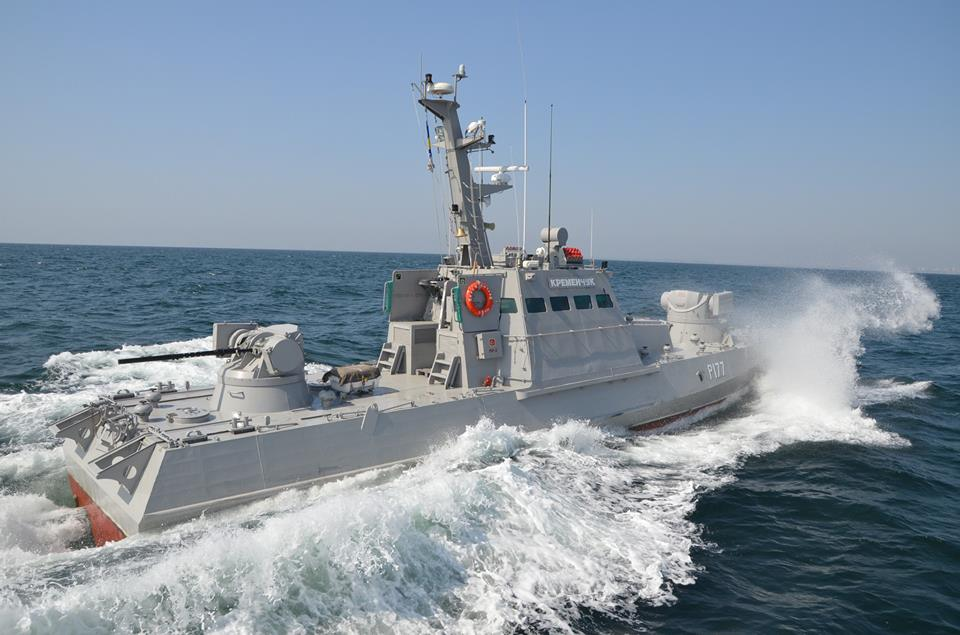
P177クレメンチュグ
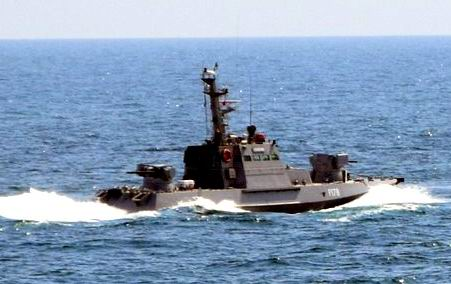
P178ルブヌイ
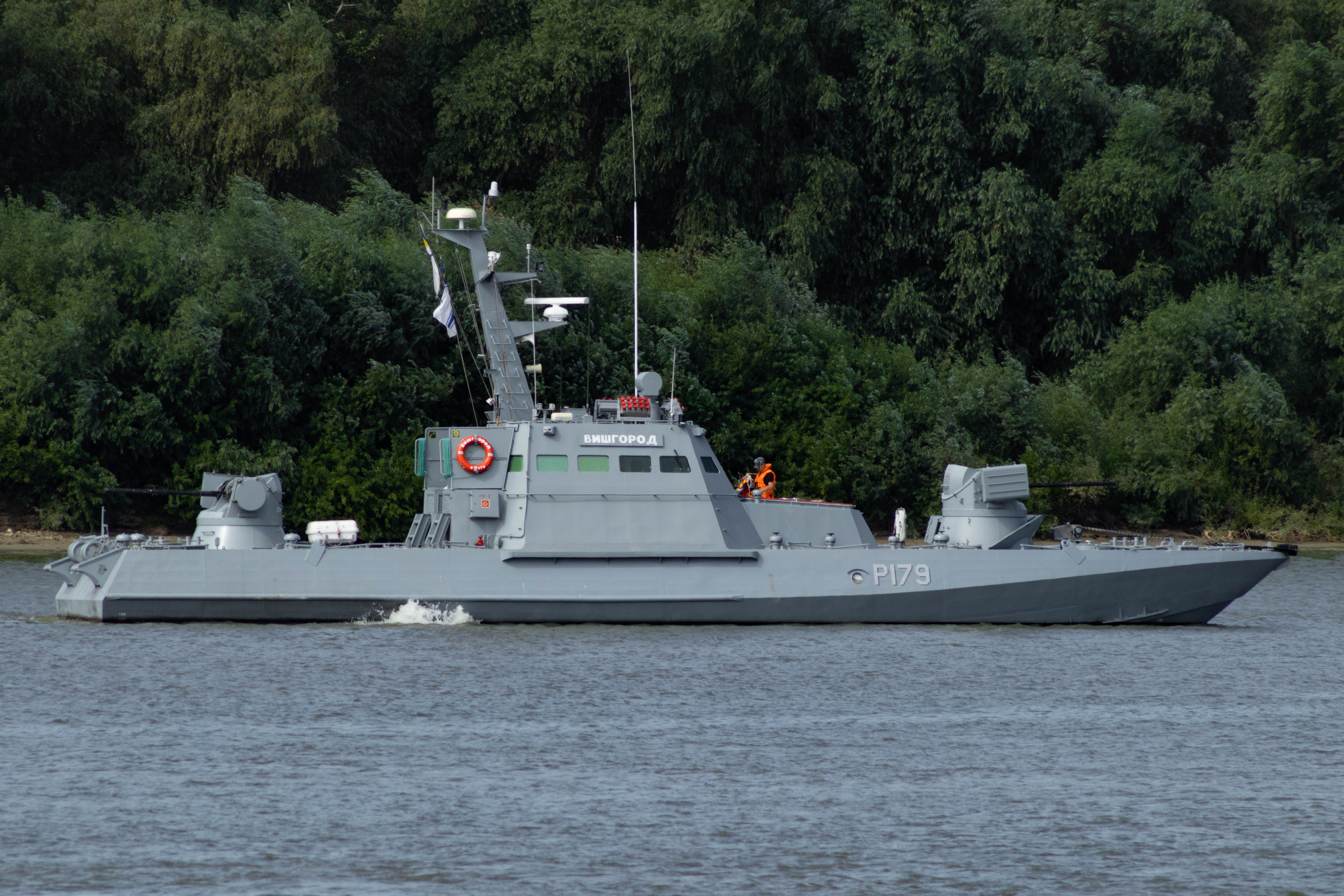
P179ヴィーシュホロド
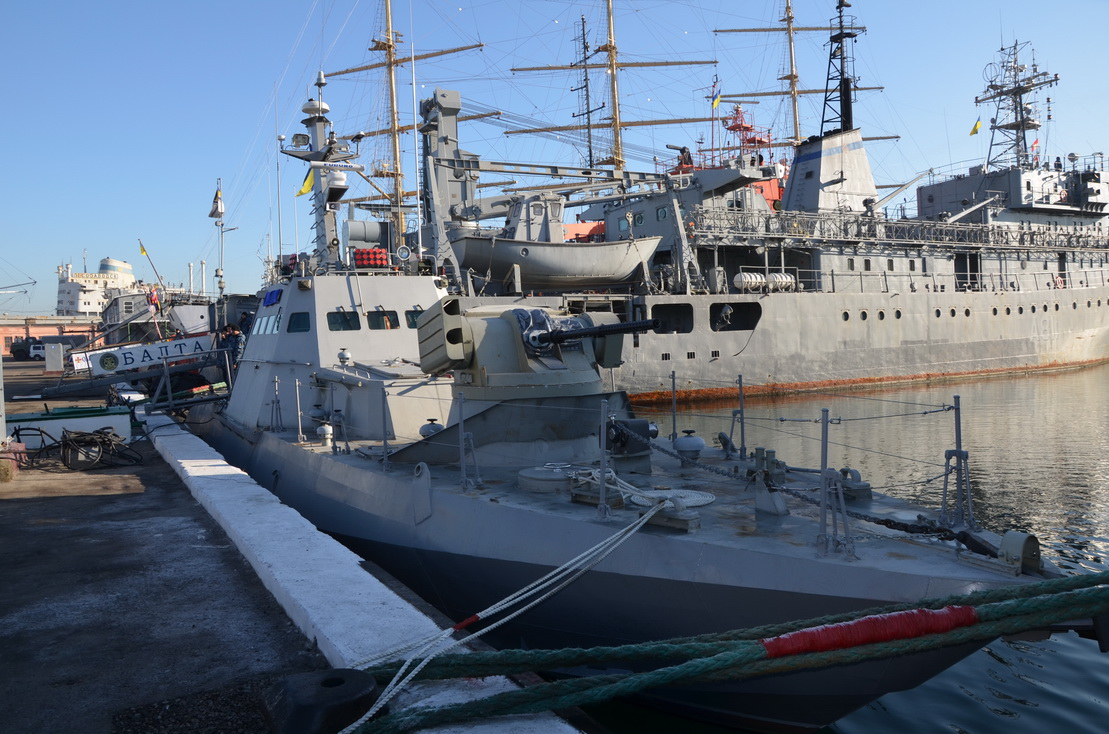
P180コストポリ
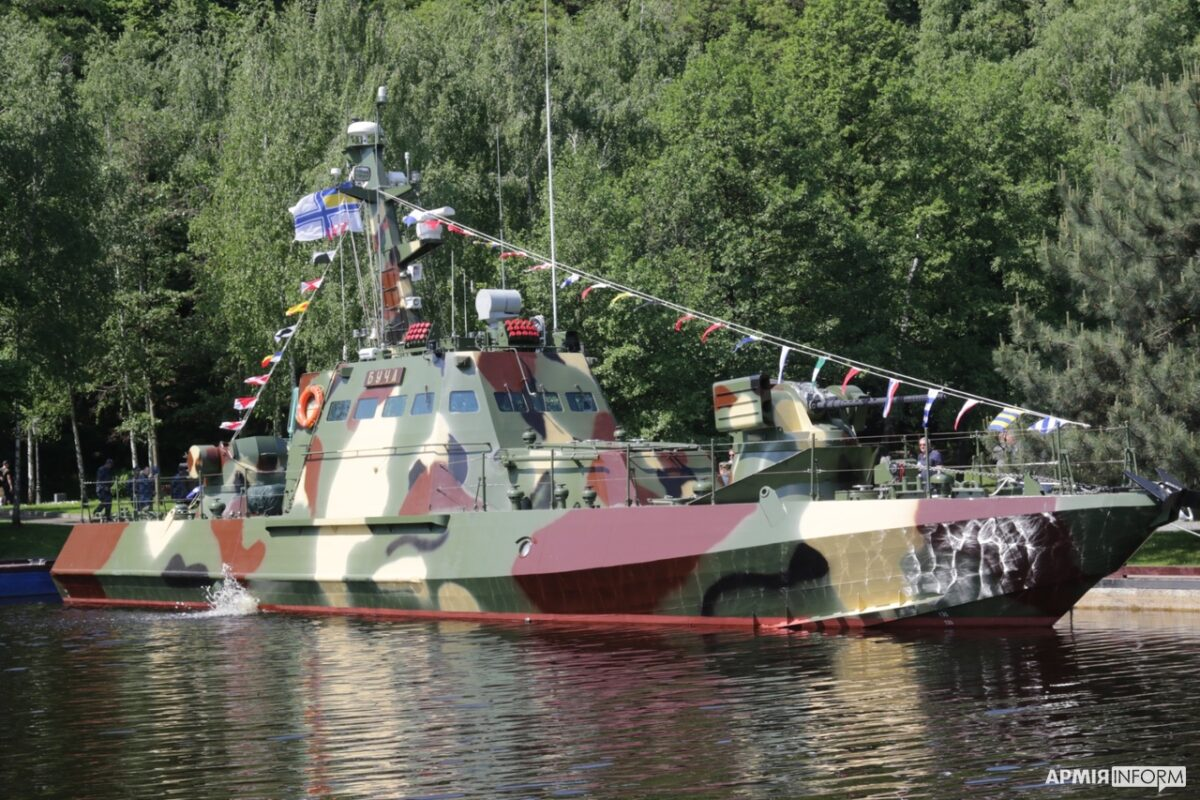
P181ブチャ